# Almindelige delfiner
De almindelige delfiner (Delphinus) er en slægt i familien delfiner med to arter, almindelig delfin og langnæbbet almindelig delfin.

## Taksonomi
Før midten af 1990'erne accepterede de fleste taksonomer kun en art i slægten, almindelig delfin (Delphinus delphis), men man regner nu med to arter – almindelig delfin (også kaldet kortnæbbet almindelig delfin), der beholder det systematiske navn Delphinus delphis og langnæbbet almindelig delfin (D. capensis). På trods af sit navn er det ikke den almindelige delfin, der er den mest velkendte delfin. Det er derimod øresvinet, primært på grund af tv-serien Flipper og dens optræden i delfinarier.

## Variation i slægten
På trods af den historiske praksis med at samle hele Delphinus-slægten i en enkelt art, udviser disse enormt vidtudbredte delfiner en stor variation i størrelse, form og farve. I de sidste par årtier er over 20 forskellige arter i slægten blevet foreslået. Forskere i 1960'erne konkluderede, at der var to arter – den kortnæbbede og den langnæbbede. Deres konklusion blev senere bekræftet af dybdegående genetiske undersøgelser i 1990'erne. Dette studie kom også frem til, at en tredje art (D. tropicalis, ofte kaldet arabisk almindelig delfin) muligvis eksisterede. Den karakteriseres ved et endnu tyndere og længere næb end den langnæbbede art. De nuværende taksonomiske værker betragter den dog som en regional variation.

## Udbredelse
De almindelige delfiner er vidt udbredt i tempererede, subtropiske og tropiske vande i hele verden, i et bånd, der strækker sig fra 40 grader syd, til 50 grader nord. Variationen i udseendet i de forskellige grupper antyder, at grupperne ikke blandes. Arten foretrækker typisk lukkede vandområder, som Rødehavet eller Middelhavet. Dybt vand foretrækkes dog frem for lavt vand. Nogle flokke er lokale for ét område, mens andre bevæger sig mellem flere områder. Den foretrukne vandoverfladetemperatur er 10-28° Celsius. Den totale bestandsstørrelse er ukendt, men skal tælles i millioner.

## Opførsel
Almindelige delfiner lever i grupper af 10-50, og samles ofte i supergrupper på mellem 100 og 2000 individer. Disse grupper er meget aktive – gruppen stiger ofte op til overfladen, hopper og splasker sammen.
Delfiner er set i blandede flokke med andre delfiner, eller flokke af store hvaler. En interessant teori går på, at delfinernes 'bov-ridning' på store hvaler var grundlaget for, at de nu ofte rider på skibes bovbølger.
Drægtighedsperioden er på ca. 11 måneder, og kalven bliver hos moderen i et til tre år. Kønsmodenhed sker efter fem år, og varer i tyve til femogtyve år. Disse tal varierer dog betydeligt blandt de enkelte bestande.

## Trusler
Almindelige delfiner står over for en række trusler fra mennesker. Bestande er blevet jaget ud for Perus kyst, for mad og til hajmadding. I de fleste andre områder er delfinerne ikke blevet jaget direkte. Mange tusinde individer er dog blevet fanget af industrielle trawlere. Almindelige delfiner var vidt udbredt i det vestlige Middelhav indtil 1960'erne, men ses sjældent i dag. Grunden til det er ikke identificeret, men menes at være den store menneskelige aktivitet i området.